# Швейцер, Антон
Антон Швейцер (нем. Anton Schweitzer) — немецкий дирижёр и композитор.

## Биография
Антон Швейцер родился 6 июня 1735 года в Кобурге. Музыке обучался там же. С 1745 года был певчим, а затем альтистом в придворной капелле в Хильдбург-хаузене. Совершенствовался под руководством Я. Ф. Клейнкехта в Байрёйте, после чего, в 1764-66 годах обучался в Италии. Вернувшись в Германию стал камер-музыкантом, а затем музик-директором театральной труппы в Веймаре. С 1744 года служил в придворном театре в Готе, куда переехал со своей труппой. Скончался 23 ноября 1787 года в Готе.

## Сочинения
- Оперы:

- 1772 — «Деревенский парад»
- 1773 — «Альцеста» (Веймар)
- 1780 — «Розамунда» (Мангейм)

- Зингшпили:

- «Аврора» (постановка 1772)
- «Эрвин и Эльмира» (по Гёте, постановка 1776)
- «Валмир и Гертруда»
- «Элизиум»
- «Аполлон в образе пастуха»

- Мелодрама «Пигмалион» (по Ж. Ж. Руссо, 1772)
- Монодрама «Поликсена» (издан в 1793 году)
- Кантаты
- Симфонии